# الأرجنتين خلال الحرب العالمية الثانية

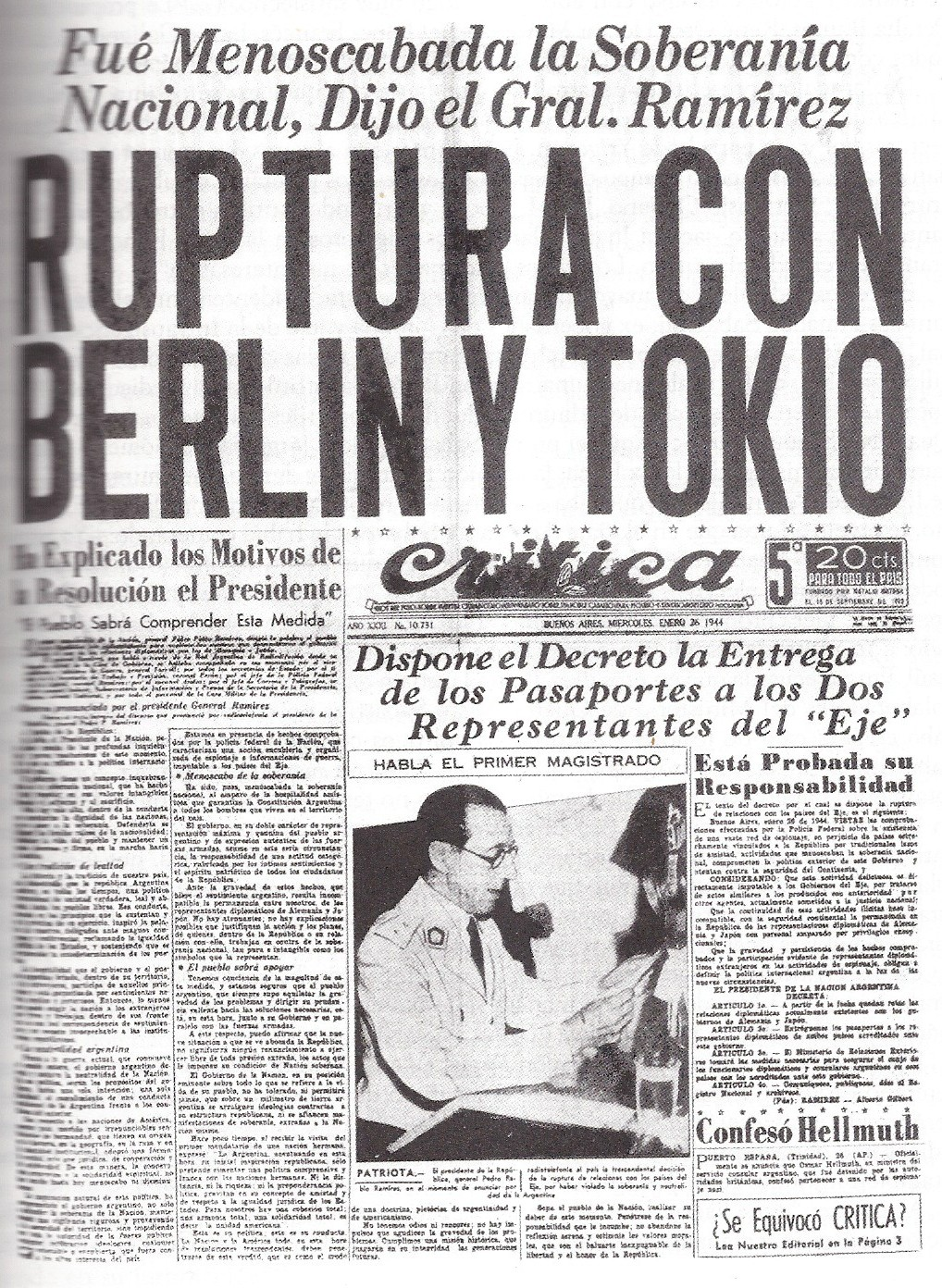

يُعد تاريخ الأرجنتين خلال الحرب العالمية الثانية مرحلة زمنية معقدة بدأت عام 1939، بعد اندلاع الحرب في أوروبا، وانتهت عام 1945 عند استسلام اليابان. كان التأثير الألماني والإيطالي قويًا في الأرجنتين، ويعود سبب ذلك بشكل رئيسي إلى وجود عدد كبير من المهاجرين من كلتا الدولتين، وإلى التنافس التقليدي للأرجنتين مع بريطانيا العظمى بعد الاعتقاد أن الحكومة الأرجنتينية كانت متعاطفة مع القضية الألمانية. بسبب الروابط القوية بين الأرجنتين وألمانيا، بقيت الأرجنتين على الحياد غالبية فترة الحرب العالمية الثانية، على الرغم من النزاعات الداخلية وضغط الولايات المتحدة عليها لتنضم إلى دول الحلفاء. على أي حال، رضخت الأرجنتين في النهاية إلى ضغط الحلفاء، وأنهت العلاقات مع دول المحور في 26 يناير من عام 1944، وأعلنت الحرب في 27 مارس من عام 1945.

## التاريخ

### السنوات الأولى
مع بداية الحرب العالمية الثانية، عام 1939، كان روبرتو ماريا أورتيز رئيس الأرجنتين. كانت البلاد تعيش مرحلة من التحفظ السياسي وأزمة اقتصادية تُعرف باسم العقد المخزي. اشتُبه بحدوث تزوير انتخابي وفساد خلال فترة الإذعان. انقسم الاتحاد المدني الراديكالي بين فورجا (بالإنجليزية: FORJA)، وهو خط يدعم الرئيس الراديكالي المخلوع هيبوليتو يريغوين، والقيادة الرسمية لمارسيلو توركواتو دي الفير، قرب فترة الإذعان. كان كل من الحزب الاشتراكي والحزب الديمقراطي التقدمي محافظين أيضًا. كان الحزب الشيوعي في البداية قريبًا من النقابات العمالية ولكنه أعطى الأولوية لتعزيز مصالح الاتحاد السوفيتي.
كان الجيش الأرجنتيني ألمانوفيليًا (مقدِّرًا لكل ما يخص ألمانيا) بشكل كبير، وهو تأثير سبق الحربين العالميتين الأولى والثانية، وكان ذلك يتزايد بثبات منذ عام 1904. لم يتضمن ذلك رفضًا للديمقراطية بل تقديرًا للتاريخ العسكري الألماني، أثر عند اندماجه مع حس قومي أرجنتيني كبير على الموقف الرئيسي للجيش من الحرب: فحافظ على حياديته. تراوحت النقاشات التي أيدت ذلك بين التقليد العسكري الأرجنتيني (لأن الدولة وقفت على الحياد في الحرب العالمية الأولى وحرب المحيط الهادئ)، والأنجلوفوبيا، ورفض المحاولات الأجنبية لإكراه الأرجنتين على الانضمام إلى حرب تُعتبر نزاعًا بين دول أجنبية ولا توجد مصالح للأرجنتين فيها. في الواقع، دعم القليل فقط من القادة العسكريين أدولف هتلر. انتهت الحرب بانتعاش صغير للاقتصاد الأرجنتيني، بسبب تخفيف كمية الواردات من بريطانيا. بالتالي، بدأت عملية تصنيع لاستبدال الواردات، وحدثت هذه العملية مسبقًا أثناء الكساد الكبير. أدى ذلك إلى حدوث عملية هجرة داخلية أيضًا، إذ انتقل من يعيشون في الأرياف أو القرى الصغيرة إلى مراكز المدن.

### الانقسامات المتزايدة
أصبحت ردات الفعل والمواقف تجاه الحرب أكثر تعقيدًا بسبب تطور النزاع. دعمت الأحزاب السياسية الرئيسية، والجرائد، والمثقفين الأحلاف، لكن حافظ نائب الرئيس رامون كاستيو على موقفه الحيادي. لم يكن أورتيز، الذي كان يعاني من مرض السكري، قادرًا على شغل منصب الرئيس، ولكنه لم يقدم استقالته. ولد موقف الأجرنتين إزاء الحرب الخلافات بينهما، مع رجحان كفة رأي كاستيو. دعم خط فورجا الحيادية ورأى فيها فرصة للتخلص من ما يُعتبر تدخلًا بريطانيًا في الاقتصاد الأرجنتيني. شجع بعض أتباع حزب التروتسكية الشيوعي الكفاح ضد الألمانية النازية كخطوة مبكرة لصراع طبقات اجتماعية عالمي. دعم الجيش وبعض الوطنيين التصنيع، وشجعوا على الحفاظ على الحيادية كطريقة لمعارضة المملكة المتحدة. وُضعت خطط لغزو جزر فوكلاند الواقعة تحت سيطرة بريطانيا، ولكن لم تُنفذ أبدًا. من جهة أخرى، دعمت صحيفة إل بامبيرو، التي تمولها السفارة الألمانية، هتلر.
توجد عدد من التفسيرات لأسباب التزام كاستيو بالحياد. تركز إحدى وجهات النظر على التقليد الأرجنتيني الحيادي. بينما ترى وجهات نظر أخرى أن كاستيو وطني، لم يتأثر بهيكل السلطة في بوينس آيرس (بما أنه كان من محافظة كاتاماركا)، لذلك تمكن من مقاومة الضغط للانضمام إلى الحلفاء ببساطة بفضل دعم الجيش له. يعتبر أحد التفسيرات المشابهة أن كاستيو لم يتمتع بقوة تمكنه من معارضة رغبات الجيش، وأنه في حال أعلن الحرب، سيُخلع في انقلاب عسكري. تعتبر وجهة نظر ثالثة أن الولايات المتحدة كانت المشجع الوحيد لمشاركة الأرجنتين في الحرب، بينما استفادت المملكة المتحدة من حيادية الأرجنتين لأنها كانت موردًا أساسيًا للماشية. لكن فشل ذلك في الاعتراف بالطلبات المستمرة لإعلان الحرب من الفصائل الأنجلوفيلية. كان ذلك على الأرجح مزيجًا من رغبات الدبلوماسية البريطانية والجيش الأرجنتيني، وهذا ما أقرته الفصائل المؤيدة للحرب.
أنشأ النائب الاشتراكي إنريكي ديكمان لجنة في الكونغرس الوطني للتحقيق في شائعة مفادها وجود محاولة ألمانية للاستيلاء على باتاغونيا ومن ثم غزو ما تبقى من البلاد. زعم النائب المحافظ فيديلا دورنا أن الخطورة الحقيقية تكمن في غزو شيوعي مشابه، واعتقد خط فورجا أن الغزو الألماني لم يكن إلا مخاطرة محتملة، بينما كانت السيطرة البريطانية على الاقتصاد الأرجنتيني واقعًا ملموسًا.
نظمت بعثة دبلوماسية بقيادة اللورد ويلينغدون معاهدات تجارية، إذ أرسلت الأرجنتين آلاف القطعان لبريطانيا دون مقابل، زينتها ألوان الأرجنتين وخُطّت عليها عبارة «حظًا موفقًا». انتقد كل من ألفير، وصحيفة إل بامبيرو، وخط فورجا هذه الاتفاقية، وقال أرتورو جوريتك أن بعض محافظات الأرجنتين تعاني من سوء تغذية.

### المؤامرات العسكرية
كان من المقرر أن تنتهي فترة حكم كاستيو عام 1944. في البداية، كان من القمرر أن يترشح أغوستين بيدرو خوستو للرئاسة للمرة الثانية، لكن بعد وفاته غير المتوقعة عام 1943، أُجبر كاستيو على العثور على مرشح آخر، واستقر أخيرًا على روبوستيانو باترون كوستا. لم يكن الجيش عازمًا على دعم التزوير الانتخابي الذي كان ضروريًا لضمان انتصار كوستا، كما أنه لم يكن عازمًا على الاستمرار في السياسات التحفظية، أو المخاطرة بأن يخرق كوستا الموقف الحيادي. استجاب عدد من الجنرالات عن طريق إنشاء منظمة سرية تُدعى حكومة الوحدة الوطنية بهدف الإطاحة بكاستيلو. كان الرئيس التالي خوان بيرون عضوًا في هذه الحكومة ولكنه لم يؤيد الانقلاب العسكري المبكر، بل اقترح تأجيل الإطاحة بالحكومة حتى يطور المتآمرون خطة لإجراء الإصلاحات اللازمة بدلًا من ذلك. كان الانقلاب سيحدث في فترة قريبة من الانتخابات في حال تم تأكيد التزوير الانتخابي، ولكنه نُفذ في وقت مسبق ردًا على الشائعات التي تتناول الإقالة المحتملة لوزير الحرب بيدرو بابلو راميريز.
من غير المعروف فيما إذا كان كوستا بقي على الحياد أم لا. من الممكن أن توحي بعض التصريحات الضعيفة عن دعمه لبريطانيا وعلاقاته مع الفصائل الموالية للتحالف بأنه كان ليعلن الحرب في حال أصبح رئيسًا.
حدث الانقلاب العسكري الذي أطاح بكاستيو في 4 يونيو من عام 1943، ويُعد نهاية العقد المخزي وبداية ثورة عام 1943. تولى أرتورو روسون منصب الرئيس الفعلي. كانت طبيعة الانقلاب مربكة في أيامه الأولى: أحرق موظفو السفارة الألمانية وثائقهم خوفًا من الانقلاب المؤيد للحلفاء، بينما اعتبرته سفارة الولايات المتحدة انقلابًا مؤيدًا لدول المحور.
التقى روسون بمندوب السفارة البريطانية في 5 يونيو، ووعده بقطع العلاقات مع دول المحور، وأعلن الحرب خلال 72 ساعة. أثار هذا التحول في الأحداث غضب حكومة الوحدة الوطنية، وكذلك فعلت خيارات روسون لحكومته. حدث انقلاب جديد، أدى إلى استبدال روسون ببيدرو بابلو راميريز.